# هيثر ماكدونالد
هيثر ماكدونالد (بالإنجليزية: Heather McDonald)‏ هي كاتبة سيناريو ومغنية وممثلة أمريكية، ولدت في 14 يونيو 1970 في وادي سان فيرناندو في الولايات المتحدة.

## وصلات خارجية
- الموقع الرسمي
- هيثر ماكدونالد على موقع IMDb (الإنجليزية)
- هيثر ماكدونالد على موقع قاعدة بيانات الفيلم (الإنجليزية)